# Dirk Jan Postel
Dirk Jan Postel (Bussum, 11 maart 1957) is een Nederlandse architect.
Na het behalen van zijn atheneum-eindexamen studeerde hij aan de Technische Universiteit Delft. Postel werkte enige tijd in Parijs en is sinds 1988 werkzaam bij Kraaijvanger Urbis en diens opvolger Kraaijvanger Architects in Rotterdam. Sinds 1992 is hij er partner. Na zijn 65ste verjaardag, begin 2022, trad hij terug uit de directie van het bureau.

## Werk
Opvallend in de lijst van zijn werk is het aantal stadskantoren, scholen en theaters. Hij ontwerpt interieurs, gebouwen en projecten. Transparantie, ruimtelijke verbanden en zichtlijnen zijn essentieel voor de expressie en sfeer van zijn gebouwen, veelal ingebed in een binnenstedelijke context.
Postel schrijft regelmatig in vakbladen en geeft voordrachten. Daarnaast publiceerde hij 'Transparencies', een uitgave van Images Publishing.
Een selectie van zijn werk:

### Scholen

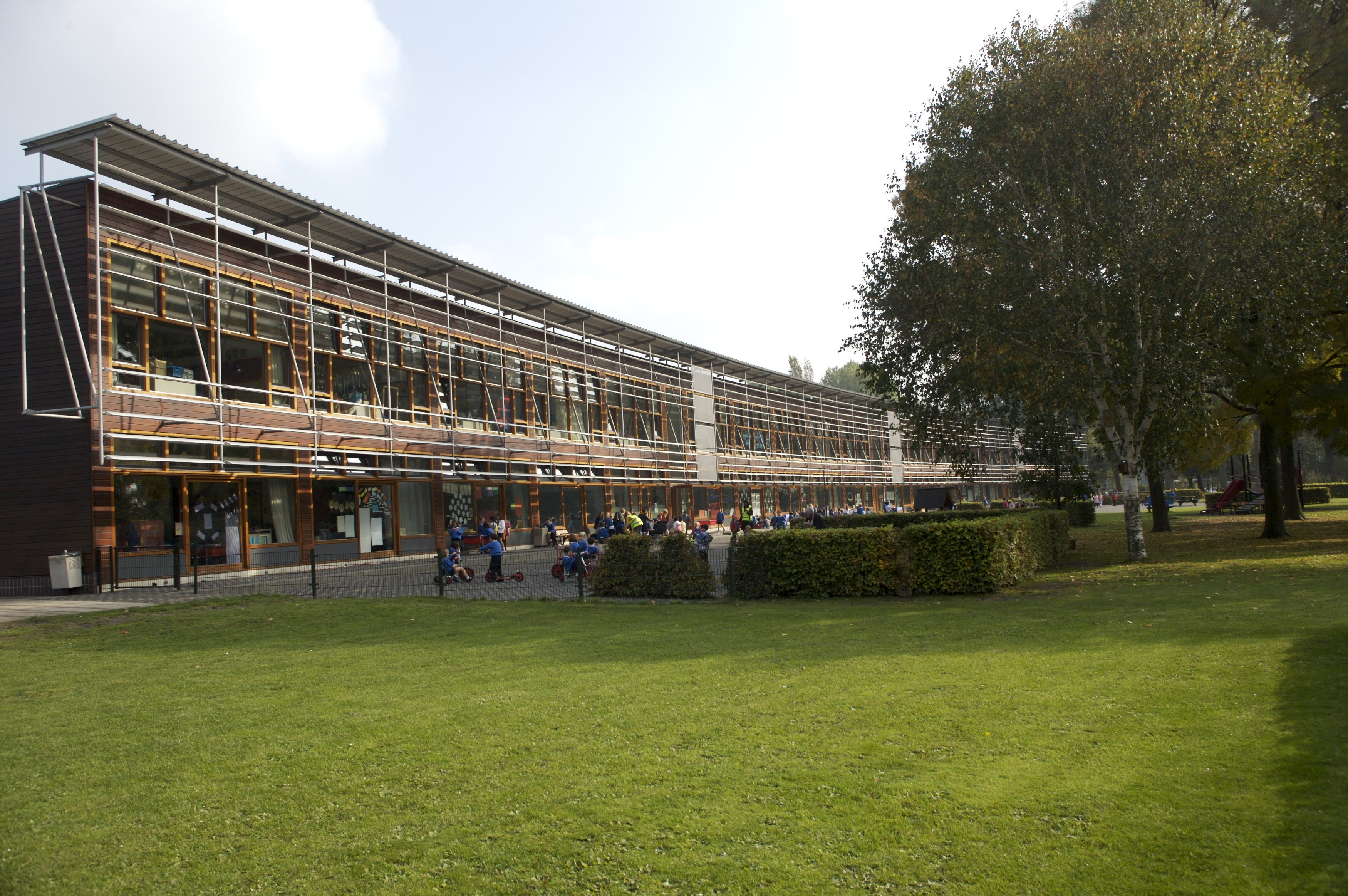
BSN Den Haag

- British School: Junior School in Den Haag, 1997
- Bonhoeffercollege in Castricum, 2000
- British School: Senior School in Voorschoten, 2003
- Elde College in Schijndel, 2003
- Maris College in Den Haag
- Nieuwbouwvleugel van Het Rijnlands Lyceum Oegstgeest in Oegstgeest, 2004
- dr. Aletta Jacobs College in Hoogezand-Sappemeer, 2007
- Penta College in Spijkenisse, 2009

### Kantoren
- Gemeentehuis Haren, 2010

Kantoren van het Stadhuis, 's-Hertogenbosch, 2006, waarvoor hij onderscheiden werd

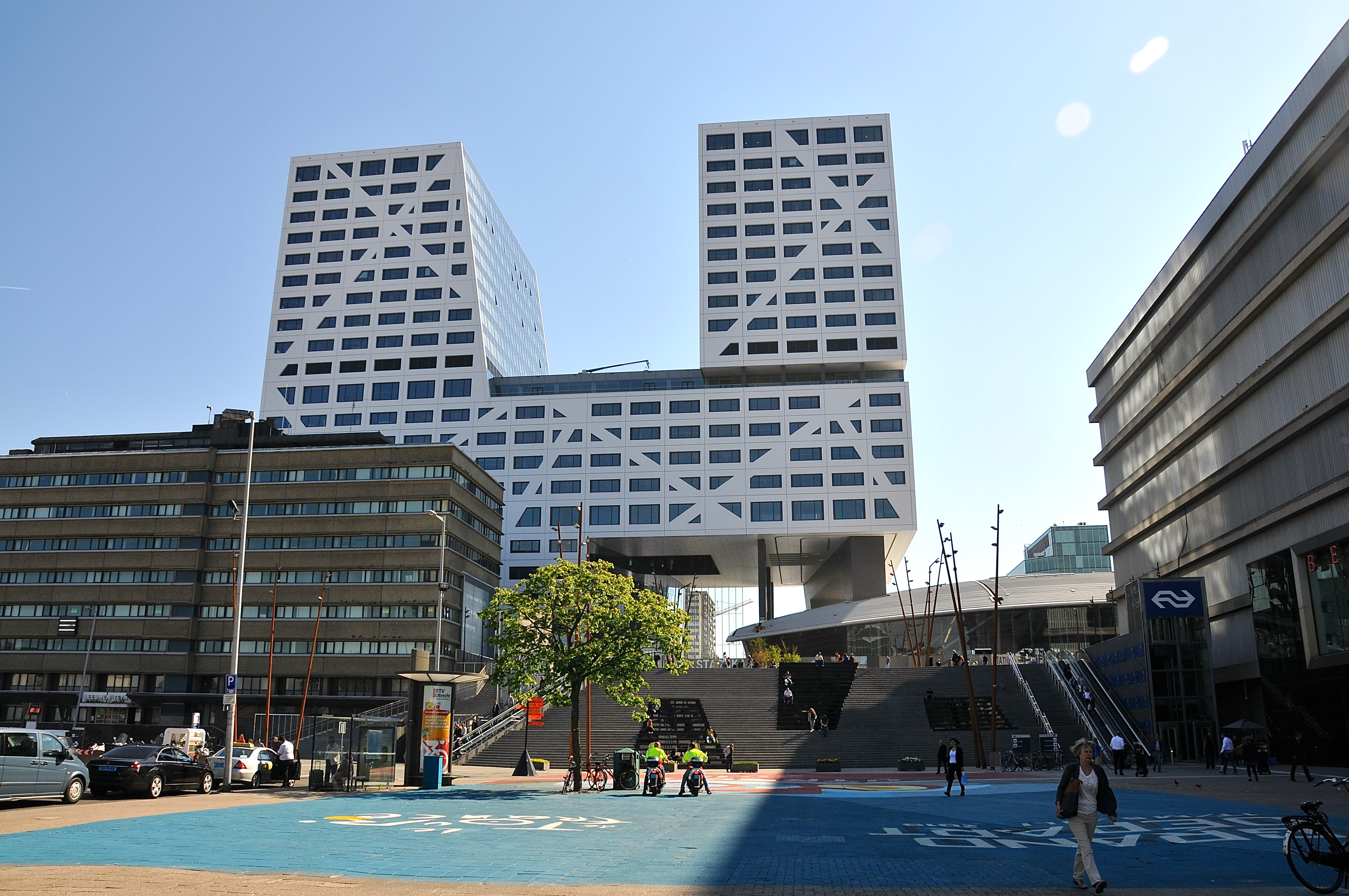
Stadskantoor Utrecht

- Stadhuis, 's-Hertogenbosch, 2006, waarvoor hij onderscheiden werd
- Provinciehuis Overijssel in Zwolle, 2007
- Stadskantoor Utrecht, 2014

### Anders

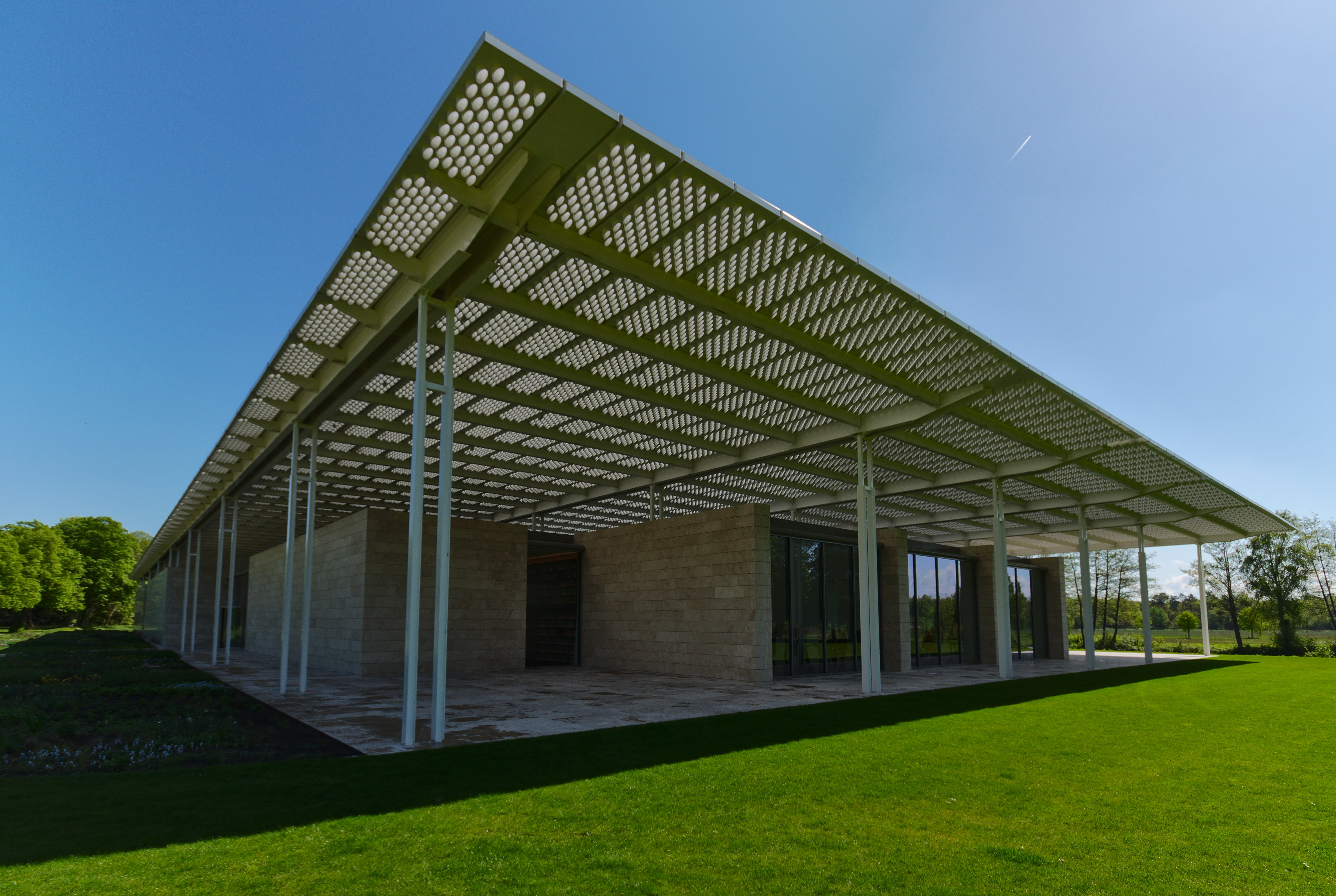
Museum Voorlinden, Wassenaar

- Educatief paviljoen Ecotopia in Rotterdam, 1995, zero-energie
- Glazen Brug in Rotterdam
- Glazen huis in Almelo, 1997
- Glaspaviljoen Temple d'Amour, 2001, waarvoor hij onderscheiden werd met de DuPont Benedictus Award (2002)
- Dutch Ambassadors Residence in Beijing, 2006
- Museaal Centrum Kranenburgh in Bergen, 2010/-
- Museum Voorlinden in Wassenaar, 2016

### Renovatie

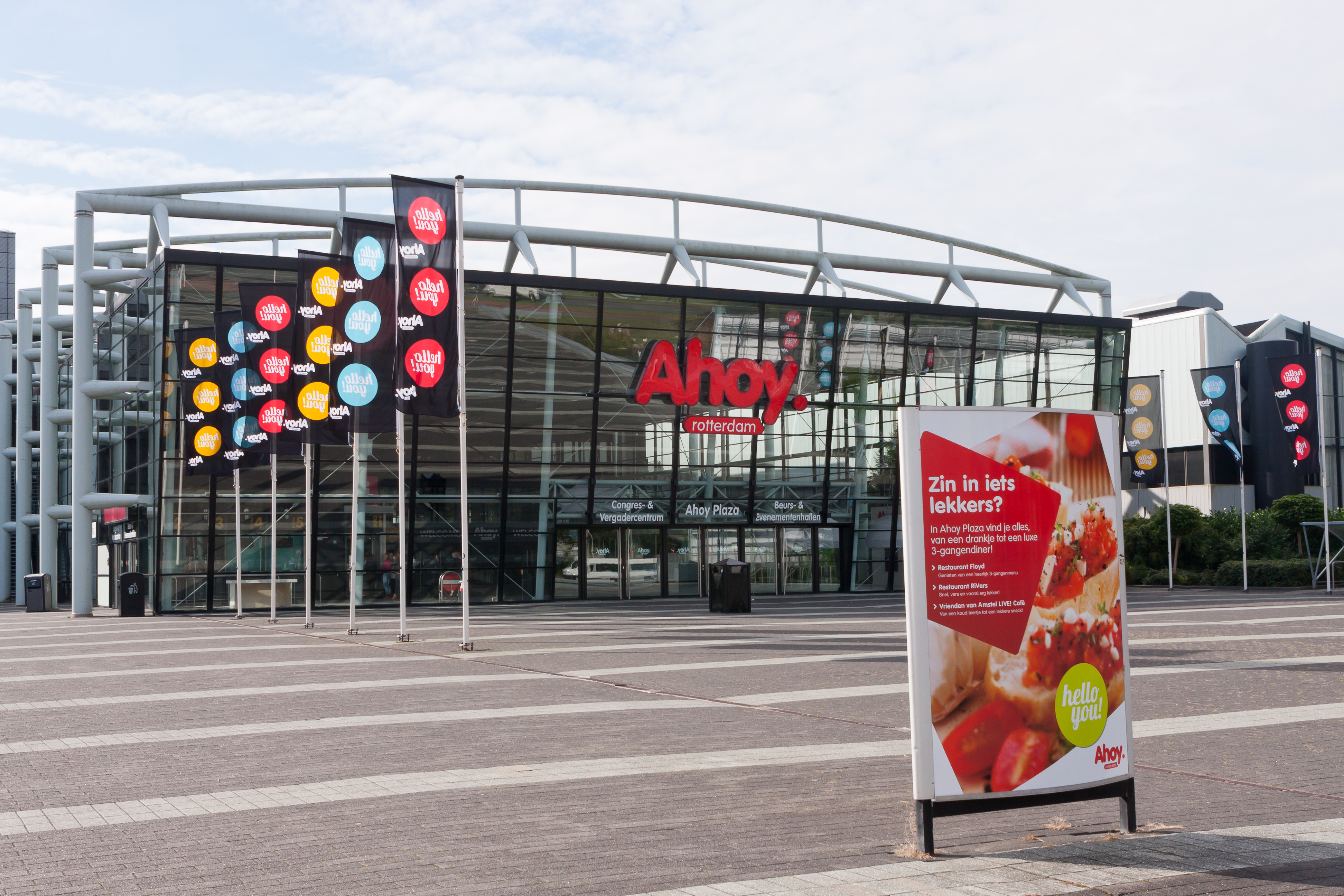
Ahoy Rotterdam

- Ahoy in Rotterdam, ook uitbreiding
- Casino Kloosterkazerne in Breda, 2003
- Renovatie en uitbreiding Dordrechts Museum, 2010
- Provinciehuis Noord-Holland in Haarlem, 2009, beloond met het UKP NESK-certificaat voor EnergieNeutraal resultaat

## Prijzen

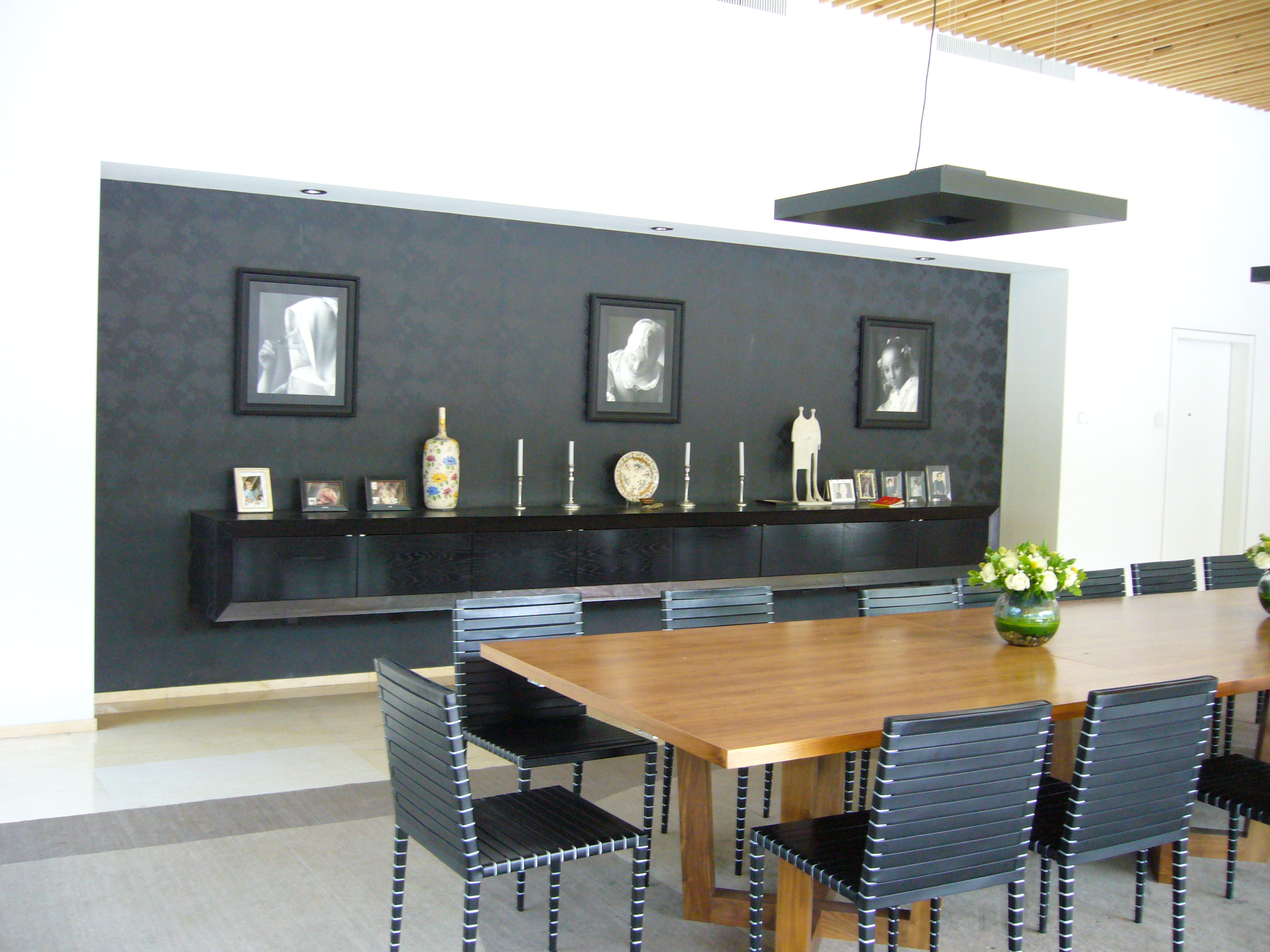
Eetkamer in de residentie van de Nederlandse ambassadeur in Beijing

- 2018: Dutch Daylight Award 2018 voor Museum Voorlinden
- 2008: Architectural Record Award voor Dutch Ambassadors Residence in Beijing (best residential project)
- 2002: Benedictus Award voor Temple d'Amour (innovatie in gelamineerd glas)
- 2000: Welstandsprijs Noord-Brabant
- 1998: Scholenbouw Prijs voor de British Junior School in Den Haag